# Vi tala om himmelens fröjder
Vi tala om himmelens fröjder är en psalmtext med tre verser skriven 1829 av Elizabeth King-Mills och musik skriven på 1870-talet av George C. Stebbins. Texten översattes till svenska 1893 av Erik Nyström. Texten bearbetades 1986 av Gunnar Melkstam och fick då titeln Vi talar om himmelens fröjder.

## Publicerad i
- Svenska Missionsförbundets sångbok 1894 som nr 524 under rubriken "Det kristliga livet. Hemlandssånger"
- Svenska Missionsförbundets sångbok 1920 som nr 446 under rubriken "Det kristliga livet. Hemlandssånger"
- Fridstoner 1926 som nr 148 under rubriken "Hemlandssånger".
- Psalmer och Sånger 1987 som nr 752 under rubriken "Framtiden och hoppet - Himlen".[1]